# Kabinett Soares II

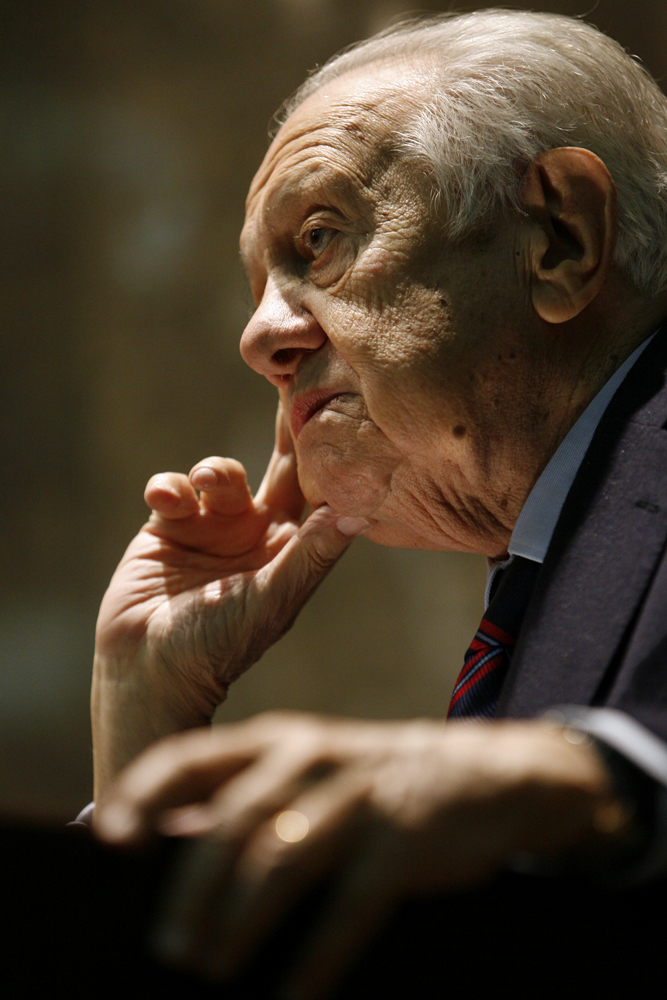
Premierminister Mário Soares

Als Kabinett Soares II wird die zweite verfassungsgemäße portugiesische Regierung nach der Nelkenrevolution 1974 unter Premierminister Mário Soares bezeichnet, in Portugal heißt die Regierung auch II Governo Constitucional de Portugal, zu deutsch II. verfassungsgemäße Regierung von Portugal.
Die erste Regierung unter Mário Soares hatte aufgrund einer hohen Inflationsrate von fast 27 Prozent und eines gleichfalls hohen Staatsdefizits am 7. Dezember 1977 die Vertrauensfrage in der Assembleia da República gestellt, alle Oppositionsparteien – es regierte eine Minderheitsregierung – stimmten dagegen, sodass Verhandlungen über eine neue Regierung nötig waren. Staatspräsident Eanes favorisierte auch weiterhin Mário Soares als Premierminister, sodass er auch weiterhin den Regierungsauftrag innehatte.
Nach zahlreichen Gesprächen mit den koalitionsfähigen Parteien PSD und CDS, vereinbarten die sozialistische Partei und die rechtskonservative Partei CDS eine neue Regierungsbildung. Die CDS sollte daraufhin drei Ministerposten erhalten, außerdem sollten die Regierungsziele leicht geändert werden, Mário Soares blieb auch weiterhin Premierminister. Die Regierung wurde am 23. Januar 1978 vereidigt, sie regierte bis zum 29. August 1978. Die Regierung stellte in der Assembleia da República 149 von 250 Abgeordneten.

## Zusammensetzung
| Amt                                                     | Name                                                        | Partei |
| ------------------------------------------------------- | ----------------------------------------------------------- | ------ |
| Premierminister                                         | Mário Soares                                                | PS     |
| Assistent des Premierministers im Range eines Ministers | António de Almeida Santos                                   | PS     |
| Ministerium für auswärtige Angelegenheiten              | Vítor Sá Machado                                            | CDS    |
| Ministerium für Verteidigung                            | Mário Firmino Miguel                                        | PS     |
| Ministerium für interne Verwaltung                      | Alberto Oliveira e Silva (23. Januar 1978–27. Februar 1978) | k. A.  |
| Ministerium für interne Verwaltung                      | Jaime Gama (27. Februar 1978–29. August 1978)               | PS     |
| Ministerium für Justiz                                  | José Santos Pais                                            | k. A.  |
| Ministerium für Finanzen wirtschaftliche Planung        | Vitor Constâncio                                            | PS     |
| Ministerium für Landwirtschaft und Fischerei            | Luís Saia                                                   | k. A.  |
| Ministerium für Industrie und Technologie               | Carlos Melância                                             | PS     |
| Ministerium für Handel und Tourismus                    | Basílio Horta                                               | CDS    |
| Ministerium für Arbeit                                  | António Maldonado Gonelha                                   | PS     |
| Ministerium für Bildung und Kultur                      | Mário Sottomayor Cardia                                     | PS     |
| Ministerium für soziale Angelegenheiten                 | António Arnault                                             | PS     |
| Ministerium für Verkehr und Kommunikation               | Manuel Ferreira Lima                                        | PS     |
| Ministerium für Wohnen und öffentliche Bauten           | António Sousa Gomes                                         | k. A.  |
| Ministerium für Verwaltungsreformen                     | Rui Pena                                                    | k. A.  |